# Többszörösen tökéletes számok
A számelméletben a többszörösen tökéletes szám (multiply perfect number, multiperfect number vagy pluperfect number) a tökéletes szám fogalmának általánosítása.
Legyen k és n pozitív egész szám. Az n szám akkor és csak akkor k-tökéletes (vagy k-szorosan tökéletes), ha pozitív osztóinak összege, tehát az osztóösszeg σ(n) = k · n; egy szám tehát akkor tökéletes, ha 2-tökéletes. A k-tökéletes számokat (különösen k>2-re) többszörösen tökéletes számoknak nevezzük. 2014-es adat szerint k=1 és k=11 között ismerünk k-tökéletes számokat.
Beláthatók a következők:
- Ha p prímszám, n p-tökéletes és  p nem osztója n-nek, akkor pn (p+1)-tökéletes.  Ebből az is következik, hogy n akkor és csak akkor olyan 3-tökéletes szám, ami 2-vel osztható, de 4-gyel nem, ha n/2 páratlan tökéletes szám – amilyenből egyetlen sem ismert.
- Ha 3n 4k-tökéletes és 3 nem osztója n-nek, akkor n 3k-tökéletes.

## A legkisebbk-tökéletes számok
A következő táblázat bemutatja a legkisebb k-tökéletes számokat k ≤ 11 -ig (A007539 sorozat az OEIS-ben):
| k  | A legkisebb k-tökéletes szám | Megtalálója                    | Vélhetően mindet megtalálták? | Becsült számuk |
| -- | --- | ------------------------------ | ----------------------------- | -------------- |
| 1  | 1 | ókori                          | igen, bizonyítottan           | 1              |
| 2  | 6 = 21 · 31 | ókori                          | nem, végtelen sok van         | ∞              |
| 3  | 120 = 23 · 31 · 51 | ókori                          | igen                          | 6              |
| 4  | 30240 = 25 · 3 · 51 · 71 | René Descartes, 1638 körül     | igen                          | 36             |
| 5  | 14182439040 = 27 · 34 · 51 · 71 · 112 · 171 · 191 | René Descartes, 1638 körül     | igen                          | 65             |
| 6  | 154345556085770649600 = 215 · 35 · 52 · 72 · 111 · 131 · 171 · 191 · 311 · 431 · 2571                                                                                            | Robert Daniel Carmichael, 1907 | igen                          | 245            |
| 7  | 141310897947438348259849402738485523264343544818565120000 = 232 · 311 · 54 · 75 · 112 · 132 · 171 · 191 · 231 · 311 · 371 · 431 · 611 · 711 · 731 · 891 · 1811 · 21411 · 5994791 | TE Mason, 1911                 | csaknem biztosan              | ~515           |
| 8  | ≈2,34111439263306338... · 10161 | Paul Poulet, 1929              | talán igen                    | ~1140          |
| 9  | ≈7,9842491755534198... · 10465 | Fred Helenius                  | nem                           | ~2200          |
| 10 | ≈2,86879876441793479... · 10923 | Ron Sorli                      | nem                           | ~4500          |
| 11 | ≈2,51850413483992918... · 101906 | George Woltman                 | nem                           | ~10 000        |

Például a 120 3-tökéletes, mert 120 osztóinak összege

1+2+3+4+5+6+8+10+12+15+20+24+30+40+60+120 = 360 = 3 · 120.

## A k-tökéletes számok sorozata
Az alábbi táblázat bemutatja a k-tökéletes számok sorozatait k=6-ig.
| k | Az első néhány k-szorosan tökéletes szám                                     | OEIS    |
| - | ---------------------------------------------------------------------------- | ------- |
| 2 | 6, 28, 496, 8128, 33550336, 8589869056, 137438691328, ...                    | A000396 |
| 3 | 120, 672, 523776, 459818240, 1476304896, 51001180160, ...                    | A005820 |
| 4 | 30240, 32760, 2178540, 23569920, 45532800, 142990848, ...                    | A027687 |
| 5 | 14182439040, 31998395520, 518666803200, 13661860101120, ...                  | A046060 |
| 6 | 154345556085770649600, 9186050031556349952000, 680489641226538823680000, ... | A046061 |

## Tulajdonságok
- Az X-nél kisebb többszörösen tökéletes számok darabszáma {\displaystyle o(X^{\epsilon })} minden pozitív ε-ra.[2]
- Az egyetlen ismert többszörösen tökéletes szám az 1.

## Akegyes értékei

### Tökéletes számok
Az olyan n számok, amikre σ(n) = 2n, tökéletes számok.

### 3-tökéletes számok
Az olyan n számok, amikre σ(n) = 3n, 3-tökéletesek (triperfect). Egy páratlan 3-tökéletes számnak legalább 1070-nek kellene lennie, legalább 12 különböző prímtényezővel, melyek legnagyobbika meghaladja a 105-t.

### 6-tökéletes számok
Az ismert értékei itt találhatók. Valószínűleg a számuk véges, és a lista teljes.